# Los Verdes-Las Izquierdas de los Pueblos
Los Verdes-Las Izquierdas de los Pueblos fue una coalición electoral que se presentó en España a las elecciones al Parlamento Europeo de 1999. La formaban Los Verdes y diversos partidos de izquierdas (Iniciativa per Catalunya-Verds —IC-V—, Chunta Aragonesista —CHA—, Esquerda de Galicia —EdeG— e Izquierda Andaluza —IA—). Esta candidatura recibió el apoyo de la Federación Europea de Partidos Verdes.
Los cabezas de lista fueron Antoni Gutiérrez Díaz por IC-V, Guillermo Fernández-Obanza por Los Verdes, José Antonio Labordeta por CHA, Lourdes Díaz por EdeG y José Antonio Pino por IA.
La coalición obtuvo 300.855 votos (1,45%), quedándose a apenas seis mil votos de obtener representación, siendo la candidatura más votada de las que no obtuvo ningún eurodiputado. La candidatura solo obtuvo resultados apreciables en Aragón (44.494 votos, 6,85 %), Baleares (5.750, 1,59 %), Canarias (8.285, 1,01 %) y Cataluña (156.471, 5,43 %).